# Ель-Мурудж
Ель-Мурудж (араб. المروج) — місто в Тунісі. Входить до складу вілаєту Бен-Арус. Станом на 2004 рік тут проживало 81 986 осіб.